# Thomas Schaaf
Thomas Schaaf (n. 30 aprilie 1961, Mannheim, RFG) este un fost fotbalist german care a jucat pe postul de fundaș. A jucat toată cariera la SV Werder Bremen și din 1999 până în 2013 a fost antrenorul principal al echipei.
Thomas a venit pentru prima dată la Werder Bremen în 1 iulie, 1972 și a fost jucător la echipa de tineret până în 1978. Atunci s-a dovedit a fi un talent înnăscut, marcând 13 goluri în 262 de meciuri doar în Bundesliga. Ca jucător izbândit să cucerească cu Werder campionatul de două ori (1987-88, 1992-93), Cupa Germaniei tot de două ori (1990-91, 1993-94), și odată Cupa Cupelor UEFA (1991-92). Aceste obiective le-a atins la finalul carierei de fotbalist: între anii 1988 și 1994.
După ce s-a retras a antrenat echpa de tineret, iar mai târziu pe cea profesionistă, funcție în care a fost timp de 14 ani. Ca antrenor a câștigat Bundesliga în sezonul 2003-04, de trei ori Cupa Germaniei (1998-99, 2003-04, 2008-09) și odată DFB-Ligapokal (2006).